# المعهد العالي للعلوم الإنسانية بجندوبة
المعهد العالي للعلوم الإنسانية بجندوبة هو مؤسّسة تعليم عالي تونسي تابع ل جامعة جندوبة .
تبعا للقانون عدد 75 لسنة 1993 مؤرخ في 12 جويلية 1993 الذي يتعلق بإحداث كليات ، كانت مؤسسة عمومية ذات صبغة إدارية تتمتع بالشخصية المعنوية و الاستقلال المالي و تسمى كلية الآداب بجندوبة ثم أصبحت في ما بعد المعهد العالي للعلوم الإنسانية بجندوبة وذلك حسب الأمر عدد 1536 لسنة 2002 المؤرخ في 25 جوان 2002 .

## الاجازات
- الإجازة التطبيقية في الفرنسية
- الإجازة الأساسية في التاريخ
- الإجازة الأساسية في اللغة والحضارة والأدب الفرنسي
- الإجازة الأساسية في اللغة والآداب والحضارة الإنقليزية
- الإجازة الأساسية في الجغرافيا
- الإجازة التطبيقية في الإنقليزية
- الإجازة التطبيقية في التربية و التعليم

### ماجستير مهني
- الفرنسية في المعلومة والإتصال
- إنقليزية الأعمال والإتصال

### ماجستير بحث
- لغة، أدب وحضارة فرنسية
- تاريخ.